# 单叶红豆
单叶红豆（学名：Ormosia simplicifolia），为豆科红豆属下的一个植物种。